# Шапран
Шапра́н — село в Україні, у Білолуцькій селищній громаді Старобільського району Луганської області. Населення становить 8 осіб.